# Jarczaki
Jarczaki (biał. Ярчакі; ros. Ярчаки) – wieś na Białorusi, w obwodzie grodzieńskim, w rejonie mostowskim, w sielsowiecie Kuryłowicze, nad starorzeczem Niemna i przy lasach Puszczy Lipiczańskiej.
W dwudziestoleciu międzywojennym leżały w Polsce, w województwie nowogródzkim, powiecie szczuczyńskim (do 1929 w powiecie lidzkim), w gminie Orla.